# Морейн (озеро)
Море́йн (англ. Moraine Lake) — ледниковое озеро в Национальном парке Банф, в 14 км от деревни Лейк-Луиз (Альберта, Канада). Находится в Долине десяти пиков на высоте примерно 1885 м. Площадь поверхности озера — 0,5 км².
Озеро подпитывается ледником и достигает своего полного наполнения лишь с середины по конец июня. Когда оно наполнено, в нём отражаются различные оттенки синего из-за преломления света на каменистом дне озера.

## История
В 1899 году озеро обнаружил и дал ему название Уолтер Уилкокс. Позднее он вспоминал, что те полчаса, в течение которых он любовался озером, были самым счастливым моментом его жизни. Озеро Морейн до сих пор считается одним из красивейших озёр мира, многие сайты относят его к природным чудесам планеты.

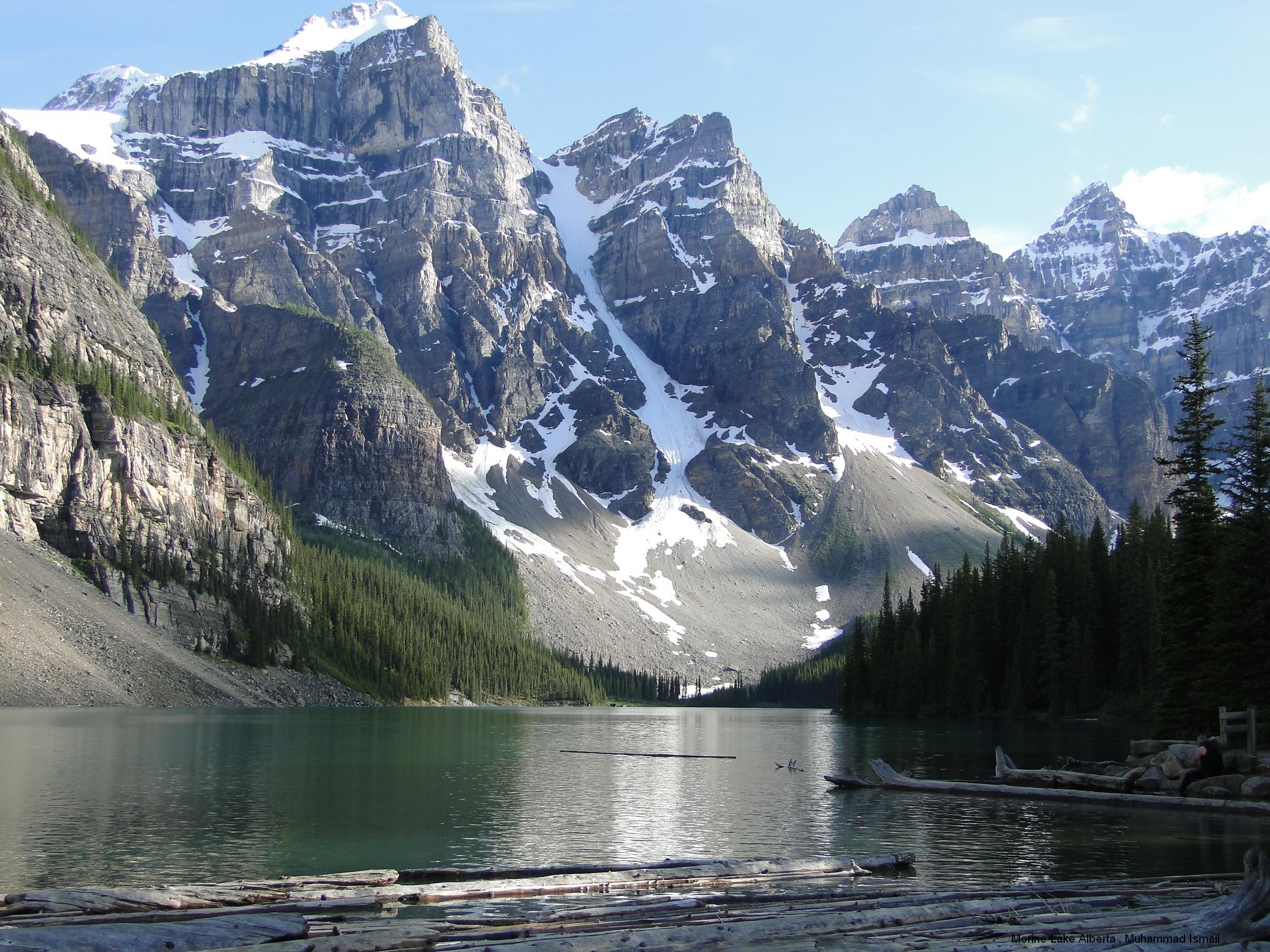
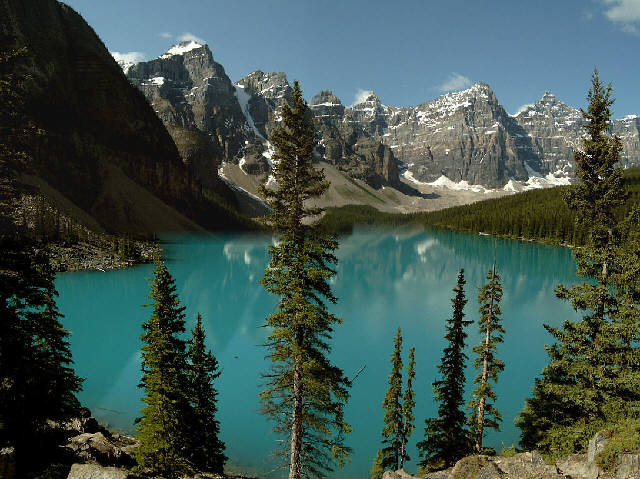
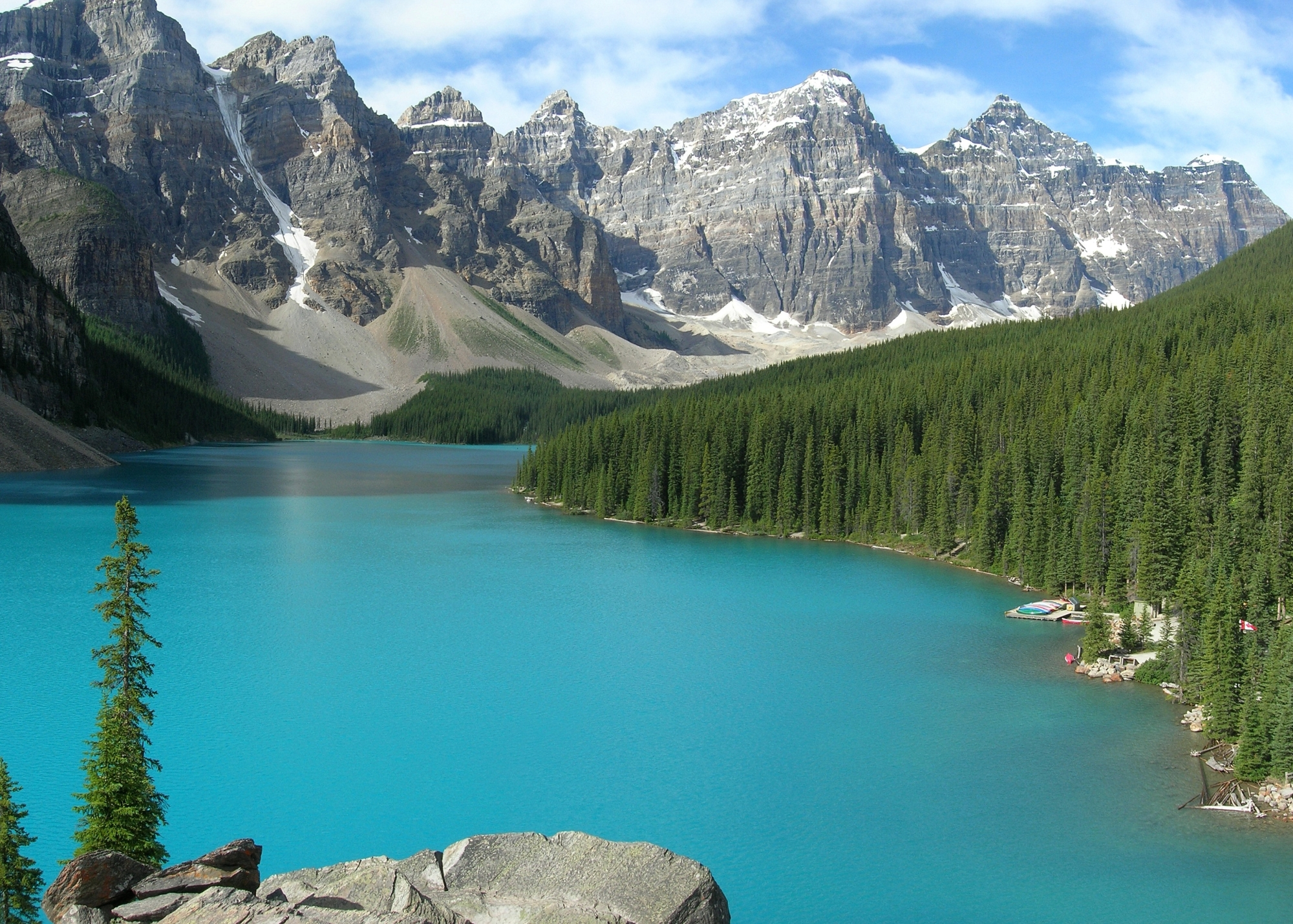